# Fabrizio Bertot
Fabrizio Bertot (Torino, 23 febbraio 1967) è un politico italiano.

## Biografia
È stato Consigliere Provinciale a Torino dal 2004 al 2009.
È stato prima consigliere comunale dal 1994 al 2003 di Rivarolo Canavese e sindaco dal 2003 al 2012.
Nel maggio 2012 il consiglio comunale è stato sciolto per infiltrazione mafiosa, a seguito dell'inchiesta denominata "Minotauro". Il Consiglio dei Ministri ha approvato lo scioglimento dopo la relazione del ministro dell'Interno ai sensi della normativa antimafia.
Dopo un'esperienza come parlamentare europeo,nel 2019 si ricandida come sindaco di Rivarolo, perdendo le elezioni contro Alberto Rostagno (35% a 28%).
Nel marzo del 2024 Fabrizio Bertot è stato processato e condannato dal tribunale di Torino a un anno e quattro mesi di reclusione per aver calunniato un giornalista presentando una querela infondata (ANSA, 19 marzo 2024).